# Thor Heyerdahl
‎
Thor Heyerdahl, norveški raziskovalec in pustolovec, * 6. oktober 1914, Larvik, Norveška, † 18. april 2002, Colla Micheri, Italija.

## Mladost
Thor je že v zgodnji mladosti pokazal zanimanje za zoologijo in geografijo. Zato se je po opravljeni srednji šoli vpisal na Univerzo v Oslu, kjer je študiral ta dva predmeta. Hkrati je razvil veliko zanimanje za antropologijo polinezijskih ljudstev. Pri raziskavah na tem področju se je povezal z znanim vinskim trgovcem iz Osla, Bjarneja Kroepelina, ki je imel v tistem času največjo zasebno zbirko knjig in zapisov o Polineziji.
Kasneje je s pomočjo svojih profesorjev Kristine Bonnevie in Hjalmarja Brochna uspel organizirati prvo odpravo na izolirano otoško skupino Marquesas v Polineziji, kjer naj bi proučeval tamkajšnje živalstvo in odkril od kod izvira.

## Fatu Hiva
Tako se je Heyerdahl s svojo prvo ženo, ki jo je spoznal med študijem in s katero se je poročil tik pred odhodom na skupno pot v Polinezijo odpravil na Otoke Marquesas v letu 1936. Med enoletnim bivanjem na otokih je odprava raziskovala otočje in preučevala živalske vrste na otokih. Večino časa so preživeli na glavnem otoku skupine, otoku Fatu Hiva. O potovanju je Heyerdahl že leta 1938 napisal knjigo Paa Jakt efter Paradiset, ki pa zaradi izbruha druge svetovne vojne ni bila nikoli prevedena v druge jezike in je utonila v pozabo. Prav zato se je Heyerdahl odločil za drugo knjigo o svoji prvi raziskovalni odpravi. Knjigo je izdal leta 1974 pod naslovom Fatu Hiva.

## Kon Tiki
Naslednje raziskovalno potovanje je Thor Heyerdahl izvedel z namenom dokazati domnevo, da so južnoameriški staroselci predniki polinezijskih ljudstev. Idejo o tem je črpal iz starih zapisov in risb konkvistadorjev, ki so opisovale nekakšne splave iz balse in drugih naravnih materialov, s katerimi naj bi Inki prepluli Tihi ocean in poselili na polinezijsko otočje. Njegovo teorijo so podpirala tudi arheološka izkopavanja v Polineziji. Na celotnem polinezijskem arhipelagu so arheologi namreč izkopali veliko artefaktov, ki so dokazovali izjemno podobnost z arheološkimi ostanki inkovske civilizacije.
Heyerdahl se je tako s štirimi znanstveniki leta 1946 podal v Peru, kjer je ekipa s pomočjo potomcev staroselcev izdelala tradicionalni splav iz balse, s katerim se je nameravala podati proti Polineziji. Splav je bil končan leta 1947, poimenovali pa so ga Kon-Tiki. Ekipa se je z njim podala na pot in po 101 dnevu pristala na 7000 kilometrov oddaljenem otoku Raroia v otoški verigi Tuamotu. 
O odpravi je Heyerdahl napisal potopisno knjigo z naslovom Kon-Tiki, ki je kmalu postala uspešnica in je do danes prevedena v več kot 50 svetovnih jezikov. Kasneje so o odpravi posneli tudi dokumentarni film z enakim naslovom, ki je leta 1951 prejel Oskarja.

## Odprava na Galapaške otoke
Heyerdahl je po uspehu prejšnje odprave že leta 1952 organiziral novo odpravo. Tokrat je zbral skupino norveških arheologov, s katero se je odpravil na Galapaške otoke. Skupina je na otokih raziskovala prostore staroselskih predkolumbovskih naselbin. Med izkopavanji so našli inkovsko piščal in več kosov keramike, ki izvirajo iz časov pred inkovsko civilizacijo. Z odpravo je Heyerdahl nadalje dokazoval možnost, da so južnoameriški staroselci imeli vse možnosti za prečkanje širših morskih prostranstev in, da je možno, da je kolonizacija potekala tudi v smeri vzhod-zahod in ne le obratno kot je veljalo do tedaj.

## Odprava na Velikonočni otok
V letih 1955-1956 je Heyerdahl organiziral novo odpravo v iskanju korenin polinezijskih ljudstev. Odprava, ki je štela 23 ljudi, v njej pa so bili Heyerdahlova druga žena Yvone, njegov sin Thor, skupina arheologov in antropologov ter pomožno osebje in mornarji, je na pot odrinila septembra 1955. Ekipa je na otokih preživela več mesecev ter pri tem izvajala izkopavanja. Poleg tega so kot prvi tujci razrešili nekatere skrivnosti, ki so begale znanost. Tako so dokazali, da so prebivalci otoka sposobni s primitivnim orodjem postavljati in klesati velikanske kipe, ki so za otok značilni. Preko arheoloških najdb, med katerimi izstopajo kipi božanstev so posredno dokazali povezavo med južnoameriškimi staroselci in prvotnimi prebivalci otoka. Uspeli so tudi dokazati, da so prebivalci otoka sposobni izdelati čolne in ladje iz enakega sladkovodnega ločja, kot južnoameriški staroselci in potegniti še mnogo drugih paralel. 
Na Orongu and Poiku so naleteli na zanimiva arheološka najdišča, vse svoje izsledke pa so objavili v dveh obsežnih knjigah poročil. Sam Heyerdahl je kasneje napisal še eno knjigo poročil o umetnosti otoškega prebivalstva, napisal pa je tudi novo potopisno knjigo. Knjiga z naslovom Aku-Aku, skrivnost Velikonočnega otoka je postala svetovna uspešnica in je bila leta 1959 prevedena tudi v slovenščino.

## Odprava Ra
Odprava Ra je bil naziv dveh odprav, s katerima je Heyerdal poskušal dokazati, da so bila že predantična ljudstva sposobna izdelati dovolj velika in trpežna plovila, da bi jih ob ugodnih vremenskih razmerah lahko ponesla iz Afrike v Južno Ameriko ali vsaj Karibov. Pred odpravo tudi sam Heyerdahl ni povsem verjel v njen uspeh, vendar je vseeno poizkusil. Po slikah iz egipčanskih grobnic je začel raziskavo  gradnje velikih ladij iz papirusa in ločja. Prišel je do spoznanj, da so egipčanske slike ladij na moč podobne ladjam, ki jih še danes izdelujejo v Čadu, in s katerimi plujejo po Čadskem jezeru. Tako je leta 1969 pri ladjedelcih iz Čada naročil izdelavo velike ladje iz trstičja pridobljenega z jezera Tana v Etiopiji, ki jo je poimenoval Ra. Odpravo je sestavljalo več znanstvenikov in preprostih ljudi različnih kultur, ki so poskušali dokazati, da je sloga med rasami možna in so s tem odpravi dali tudi politični pečat.
Ta ladja, s katero so leta 1969 odpluli z obale Maroka, je po nekaj tednih plovbe začela razpadati, zaradi česar je bil Heyerdahl prisiljen odpravo prekiniti.
Že naslednje leto se je lotil nove gradnje. Tokrat je za gradnjo ladje angažiral graditelje ladij iz Južne Amerike. Ra II so gradili ladjedelci z obal jezera Titicaca v Boliviji, ki še danes izdelujejo ladje iz ločja, ki so na las podobne tistim s slik iz časa faraonov. Leta 1970 je z novo zgrajeno ladjo ekipa spet odrinila z obale Maroka. Tokrat je odprava uspela, Heyerdahl in prijatelji pa so varno pristali na drugi strani Atlantika, s čimer so dokazali, da obstaja možnost, da so starodavna ljudstva lahko dosega Ameriko s pomočjo Kanarskega toka. Med odpravo so izvajali tudi preiskave vzorcev vode in sestavili poročilo o onesnaževanju svetovnih morij, ki so ga kasneje predstavili Združenim Narodom.
O odpravi je Heyerdahl napisal potopisno knjigo Ekspedicija Ra, ki je, kot skoraj vse njegove knjige, postala velika svetovna uspešnica.

## Odprava Tigris
Leta 1977 se je Heyerdahl z desetčlansko mednarodno ekipo podal na novo odpravo. Tokrat so na ladji iz ločja štiri mesece potovali po reki Tigris od njenega zgornjega toka v Iraku do njenega izliva v Perzijski zaliv ter nato po zalivu čez Arabsko morje do Pakistana in naprej preko Indijskega oceana do Afriškega roga na vhodu v Rdeče morje. Skupaj so prepluli okoli 6800 kilometrov, na koncu poti pa so 3. aprila 1978, v znak protesta proti vojni na Bližnjem vzhodu in Afriki, zažgali ladjo, na kateri so odpravo opravili. Tudi o tej odpravi je Heyerdahl napisal uspešnico z naslovom Ekspedicija Tigris.

### Člani odprave Tigris
- Thor Heyerdahl (Norveška)
- Norman Baker (ZDA), navigator
- Rashad Nazi Salim (Irak), prevajalec
- Toru Suzuki (Japonska), podvodni snemalec
- Norris Brock (ZDA), profesionalni fotograf
- Detlef Zoltzek (Nemčija), kapitan
- Jurij Senkevič (ZSSR), zdravnik
- Carlo Mauri (Italija), alpinist in strokovnjak za vrvi
- Ghermán Carrasco (Mehika), ljubiteljski arheolog
- Hans Petter Bohn (Norveška), študent
- Asbjørn Damhus (Danska), študent

## Ostalo delo in zapuščina
Heyerdahl se je tudi kasneje veliko ukvarjal z iskanjem povezav med različnimi ljudstvi in zgodovinskimi migracijami človeka. Tako je novembra leta 1994 obiskal Azerbajdžan, kjer je predstavil hipotezo, da je ta dežela izvorna dežela ljudstev Skandinavije, ki naj bi se tja naselila pred približno 4000 leti. Svojo hipotezo je zagovarjal na podlagi starih petroglifov. Reliefne upodobitve ladij naj bi bile namreč enake v Skandinaviji in v Azerbajdžanu, tiste iz Azerbajdžana pa naj bi bile starejše. Tako je Heyerdahl osrednje izvorno območje kavkaške rase postavil na ozemlje te današnje države, od tam pa naj bi se razširila po vsej Evropi in Bližnjem vzhodu.
Proti koncu svojega življenja se je Heyerdahl ukvarjal z arheološkimi izkopavanji stopničastih piramid na Tenerifih, nato pa je resno zbolel in kasneje umrl za malignim možganskim tumorjem.
Heyerdahl je za svoje delo prejel 11 častnih doktoratov univerz v ZDA in Evropi. Po njem se danes imenuje srednja šola v Oslu, ladja norveške vojne mornarice, trajekt in več drugih ladij ter asteroid.
Za časa življenja je prejel tudi veliko odlikovanj različnih držav in je predaval po celem svetu.

## Priznanja
Poimenovanja
Po njem so imenovali asteroid 2473 Heyerdahl, trajekt MS Thor Heyerdahl (sedaj MS Vana Tallinn) in fregata HNoMS Thor Heyerdahl norveške mornarice razreda Fridtjof Nansen.